# Przechlewko (osada leśna)
Przechlewko – osada leśna  w Polsce położona w województwie pomorskim, w powiecie człuchowskim, w gminie Przechlewo.
Osada kaszubska, jest częścią składową sołectwa Przechlewko.
W latach 1975–1998 miejscowość administracyjnie należała do województwa słupskiego.